# Мечислав Млотек
Мечислав Ришард Млотек (пол. Mieczysław Ryszard Młotek; народився 30 грудня 1893 року в Дублянах, помер 9 грудня 1986 року в Лондоні) — польський військовик, військовий історик, діяч еміграції.

## Біографія
Народився 30 грудня 1893 року в Дублянах. Багато років був секретарем Асоціації молоді та вівтаря при Домініканському костелі у Львові .
Під час Першої світової війни він служив в австрійській армії . Був призначений 2-м лейтенантом піхотного резерву . У 1918 році — офіцер 35-го стрілецького полку . Під час Першої світової війни він брав активну участь у незалежній діяльності . Він був членом Польської військової організації та «Стрілецького товариства» .
З 1918 року служив у Війську Польському . Був ад'ютантом польового єпископа Владислава Бандурського . У середині 1919 року призначений до Міністерства військових справ. У 1920 році він був другим лейтенантом Командування Генерального округу «Львів» . До січня 1922 року працював канцеляристом у кабінеті міністра військових справ . Він отримав звання капітана піхоти   . У 1923 і 1924 роках — офіцер 52-го піхотного полку у місті Золочів [./Mieczysław_Młotek#cite_note-CITEREFRocznik_Oficerski1923272-11 [11]] . На той час він був делегований навчатися на філософсько — правовий факультет Львівського університету імені Яна Казимира, а продовжував навчання у Відні. У 1924 р. Захистив докторську ступінь з права в Університеті Яна Казимира у Львові .
З 15 лютого по 1 серпня 1924 року був делегований до Військово-окружного суду No VI у Львові . У 1928—1932 роках — офіцер 77-го піхотного полку в Лідзі   . Служив у Командуванні корпусного округу No VI у Львові. У грудні 1932 року його перевели до Дрогобицького повітового командування  . У серпні 1935 року призначений комендантом Дрогобицького командування.. У 1938 році підрозділ, яким він керував, був перейменований в Командування Дрогобицького регіону поповнення, а посада, яку він обіймав, називалася «Командуючий Регіонами поповнення». Він обіймав посаду командира Дрогобицького району поповнення до початку Другої світової війни у вересні 1939 р. . До 1939 року він був організатором та президентом футбольного клубу «Юнак Дрогобич» .
Після початку Другої світової війни у вересні 1939 року він евакуював команду «Юнак» з Польщі . Він був керівником евакуації солдатів польської армії, інтернованих в Угорщині. Потім служив у польських збройних силах на Заході. Був начальником відділу освіти та культури в Незалежній Карпатській стрілецькій бригаді та в 3-й Карпатській стрілецькій дивізії . Служив в Сирії, де до кінця війни він був начальником відділу пропаганди та освіти . Тут публікував свої публіцистичні та історичні нариси .
Після війни він залишився в еміграції у Великій Британії. У 1957 році отримав звання підполковника . Він був одним із засновників Львівського народного гуртка в Лондоні брав участь у редакції його «Бюлетеня» . Автор багатьох праць з військової історії. Також писав статті про Львів та церкви . У 1979 році він став членом Польського наукового товариства за кордоном . У 1972 році став членом Державної ради Республіки Польща . Він був членом V Національної ради Республіки Польща (1973—1978).
Отримав звання полковника . Помер 9 грудня 1986 року в Лондоні . Його прах, згідно з заповітом, змішали із землею з Кладовища захисників Львова -та поховали у колумбарії при церкві св. Анджея Бобола в Лондоні .

## Нагороди
- Командорський хрест ордена Polonia Restituta (3 травня 1977 р.)[21]
- Офіцерський хрест ордена Polonia Restituta[2]
- Лицарський хрест ордена Polonia Restituta (3 травня 1968 р. За заслуги в багаторічній журналістській роботі над досягненнями польської армії за кордоном)[22]
- Золотий хрест за заслуги з мечами
- Срібний хрест за заслуги з мечами
- Медаль Незалежності (25 липня 1933 р. За роботу у справі відновлення незалежності)[23][24]
- Срібний хрест за заслуги (до 1928 р.) [12]
- Срібна медаль за військові заслуги на стрічці Хреста військових заслуг з мечами — Австро-Угорщина (до 1918 р.)[6]
- Бронзова «За військові заслуги» на стрічці Хреста воєнних заслуг з мечами — Австро-Угорщина (до 1918 р.)
- Срібна «За хоробрість» 2 класу — Австро-Угорщина (до 1918 р.)